# ويليام كولغيت
ويليام كولغيت (بالإنجليزية: William Colgate) هو رائد أعمال أمريكي، ولد في 25 يناير 1783 في Hollingbourne ‏ في المملكة المتحدة، وتوفي في 25 مارس 1857 في نيويورك في الولايات المتحدة.

## وصلات خارجية
- ويليام كولغيت على موقع الموسوعة البريطانية (الإنجليزية)
- ويليام كولغيت على موقع إن إن دي بي (الإنجليزية)